# Блио
Блио (фр. Bliaud) — средневековая верхняя женская и мужская одежда. Особенно распространена с XI—XIII века. Известна с X века. Женские блио представляли собой длинное платье с рукавами узкими до локтя и расширяющимися к запястью. Мужское блио было узким, с боковыми разрезами и короткими рукавами или же вообще без рукавов.
Женское блио имело несколько форм — типа далматики, длинное с расширенными книзу рукавами и с очень длинными рукавами, которые делали из плиссированной ткани. Также была характерна шнуровка по бокам и на животе. Обычно блио носили с богато украшенным поясом. На скульптурах святых, установленных в средневековых храмах X — XIII веков, во Франции и Великобритании одежда представляет именно блио. Блио (его более поздняя разновидность — роше (фр. rochet), отличающееся очень широкой юбкой и часто пришнуровывающимися рукавами) изображено на картине Эдмунда Лейтона «Акколада», в неё облачена Гвиневра, благословляющая Ланселота.
Основными материалами для изготовления блио были тонкая шерстяная ткань или шёлк.

## Галерея
- Шартрский собор, женщина в блио.
- Деталь скульптуры.
- Скульптура женщины на западной стене собора в Анжере (XII век)